# Esomeprazol

Esomeprazol

Esomeprazol är en substans av typen protonpumpshämmare, en grupp av läkemedel som används för att behandla magsårssjukdomar och liknande tillstånd. Esomeprazol utvecklades av Astra Zeneca som en vidareutveckling av omeprazol (Losec). Astra Zeneca säljer Esomeprazol under namnet Nexium. Andra bolag har andra namn på sina Esomeprazol-produkter. Vanliga biverkningar är huvudvärk, påverkan på mage eller tarm i form av diarré, magsmärta, förstoppning samt luftbesvär, illamående eller kräkningar.